# 宮崎夢柳
宮崎 夢柳（みやざき むりゅう、1855年 - 1889年7月23日）は、高知県出身で幕末～明治初期に活躍した自由民権派のジャーナリスト。本名は宮崎富要（みやざき とみやす）。別号に芙蓉、戯号に夢柳狂士がある。

## 来歴・人物
1855年（安政2年）、土佐国に生まれた。藩校致道館に学び、坂崎紫瀾らと交わった事により、政治小説への道を志した。
『高知新聞』（明治の自由党系新聞。現在の高知新聞とは無関係）記者を経て、1882年上京。アメリカ、ヨーロッパの政治小説を翻訳し、『自由新聞』や『絵入自由新聞』、『自由燈』などに連載した。1884年～1885年に連載した「虚無党実伝記鬼啾啾(こむとうじつでんききしゅうしゅう)」で文名を上げたが、ロシアのテロリストを描いた内容が出版条例に違反したとして軽禁固の判決を受けた。禁欲主義を代表する政治小説家として名を馳せた。
1889年7月23日に、数え35歳で死去。